# Karoline Balkow
Karoline Balkow auch Karoline Ballkow (* 24. Juni 1794 in Berlin; † 2. Oktober 1872 ebenda) war eine deutsche Schriftstellerin.

## Leben
Balkow kam als Tochter des königlich-preußischen Regierungsrats Balkow in Berlin zur Welt. Im Alter von vier Jahren kam sie zu einer Tante mütterlicherseits in die Pflege und wuchs in Beiersdorf auf. Sie erhielt häuslichen Unterricht; Leseabende ihres Onkels, der als Prediger in Beiersdorf wirkte, weckten ihr Interesse an der Literatur. Sie schrieb schon bald erste Gedichte und begann einen „poetischen Briefwechsel“ mit einer benachbarten Gutsbesitzerin.
Balkow las unter anderem Pindars Hymnen sowie Dichtungen von Heinrich von Kleist und später Friedrich Schiller sowie Johann Wolfgang von Goethe. Im Jahr 1816 erschienen erste Werke Balkows in Karl Müchlers Kolibri und später in anderen Zeitschriften. Sie lebte noch 1833 in Beiersdorf. Ihr Lebensende verbrachte sie als Stiftsfräulein in Berlin.

## Werke
- 1817: Die Unerreichbaren in Müchlers Kolibri
- Confirmationslied, Das eiserne Kreuz in Heinrich Burdachs Musenalmanach
- 1818: Gedichte (Der Verbannte, Die Gruft, Die Rose, Mammons Säule) und Der Epheukranz, eine prosaische Erzählung in Georg Lotz’ Originalien
- 1819–1820: Gedichte (u. a. Vergänglichkeit und Fortdauer, Mitleid, An die Phantasie, Des Veilchens Erwachen) in Johann Daniel Symanskis Freimüthigen

Balkow veröffentlichte zudem verschiedene Aufsätze und schrieb für die Zeitschrift für die elegante Welt und Symanskis Zuschauer.